# Tata Indica
La Tata Indica è un'autovettura con carrozzeria cinque porte classificata come utilitaria che si pone sul mercato tra il segmento A e il segmento B. Prodotta a partire dal 1998 dalla casa indiana Tata Motors è stata sin dal debutto il modello di maggior successo dell'azienda e tuttora risulta il più venduto. Sono state sviluppate numerose varianti del progetto originale come una versione dotata di motore elettrico e una versione sportiva destinata alle competizioni. Nonostante sia stata presentata la seconda generazione la prima continua a essere prodotta.

## Prima serie (1998-2007)
La Prima serie è stata lanciata in India il 30 dicembre 1998 denominata Indica V1 sotto lo slogan: La grande...piccola auto. Una versione ristilizzata denominata Indica V2 è stata lanciata al Salone Internazionale di Ginevra 2008. Entrambe le versioni dispongono di un bagagliaio di 220 litri che salgono a 610 con il divano posteriore reclinato.

### Indica V1 (1998-2007)
La vettura è frutto di un progetto nato nei primi anni 1990 destinato a motorizzare l'India con una serie di automobili compatte e poco costose quali saranno le varie versioni di Indica e Indigo. Il design è curato dall'italiana I.DE.A Institute mentre le motorizzazioni sia benzina che diesel sono state sviluppate dalla Tata Motors in collaborazione con l'azienda austriaca AVL. Per il modello è stata sviluppata la carrozzeria a cinque porte con cinque posti in modo da garantire una notevole flessibilità interna.
La V1 dispone di uno schema di sospensioni semplice e utilizzato dalla maggior parte della concorrenza configurato come MacPherson per l'avantreno e a ruote indipendenti, con 2 bracci semioscillanti, per il retrotreno. Per i propulsori si sono scelte cubature ridotte per ridurre gli sprechi di carburante infatti la Indica è stata una delle prime vetture a essere equipaggiata con un motore diesel di soli 1,4 litri. Il cambio è un manuale a 5 rapporti, la trazione anteriore.
In India, al lancio, la vettura è stata proposta in un unico allestimento base corrispondente a un prezzo odierno di circa 4.000 euro personalizzabile con numerosi accessori quali airbag frontali, ABS, climatizzatore, cerchi in lega, vernice metallizzata, vetri elettrici, ecc. Gli esemplari destinati all'Europa invece disponevano di numerosi accessori di sicurezza di serie per rispettare gli standard in vigore. La vettura è stata importata in Italia dal 2000 a un prezzo di poco superiore ai 17 milioni di lire.

### Indica V2 (dal 2007)

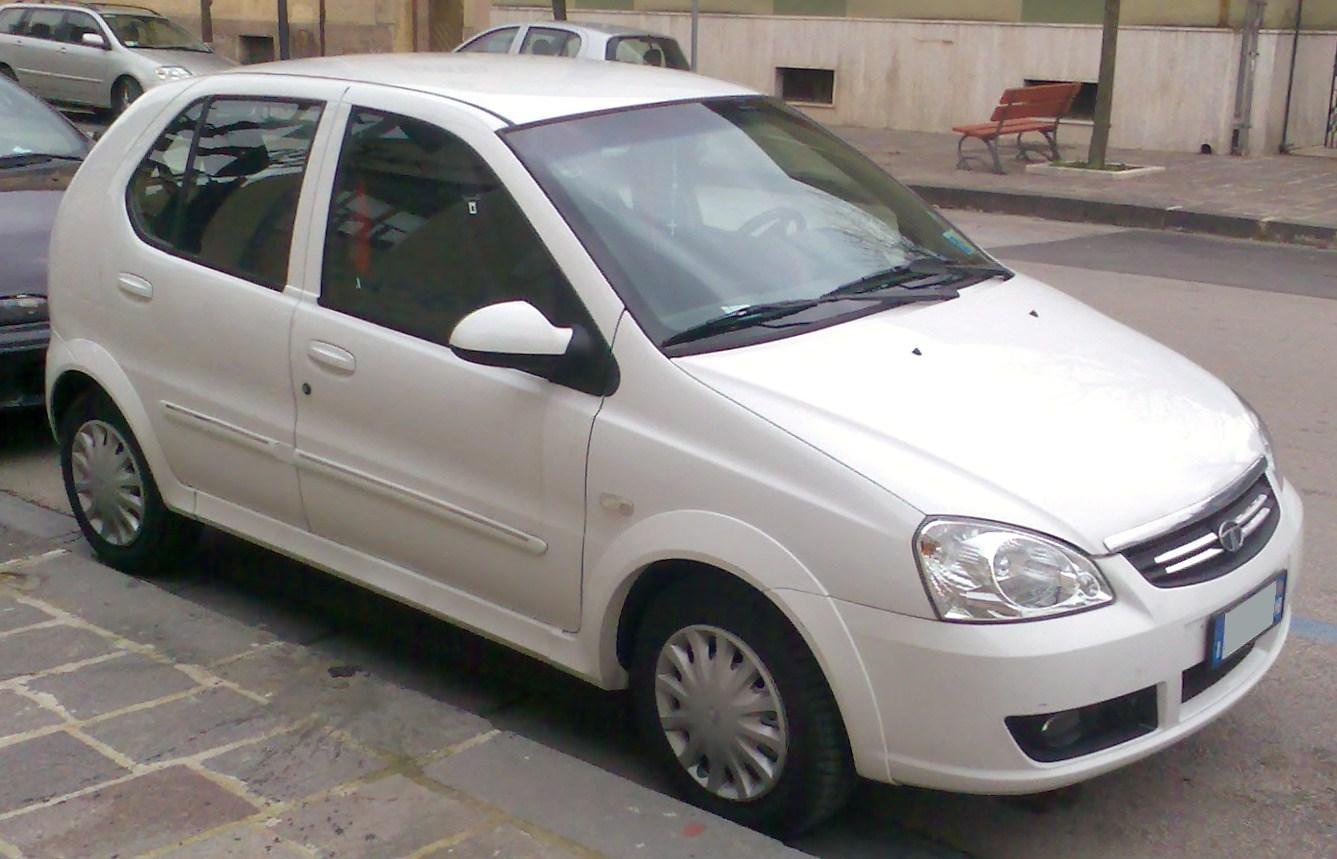
Una Tata Indica V2

Lievemente aggiornata nel 2007 nel gruppo frontale (mascherina, paraurti, fanali) e nel posteriore (nuovo portellone e paraurti inferiore) con la V2 la gamma viene articolata in più allestimenti che comprendono accessori come gli interni in pelle (Indica Fiore) o il tetto apribile in vetro (Indica OpenAir). Debuttano nuovi propulsori benzina, bi-fuel (metano e GPL) e turbodiesel dotati di intercooler e dal 2008 dell'iniezione common-rail (motori Tata Dicor).

### Indica EV Concept

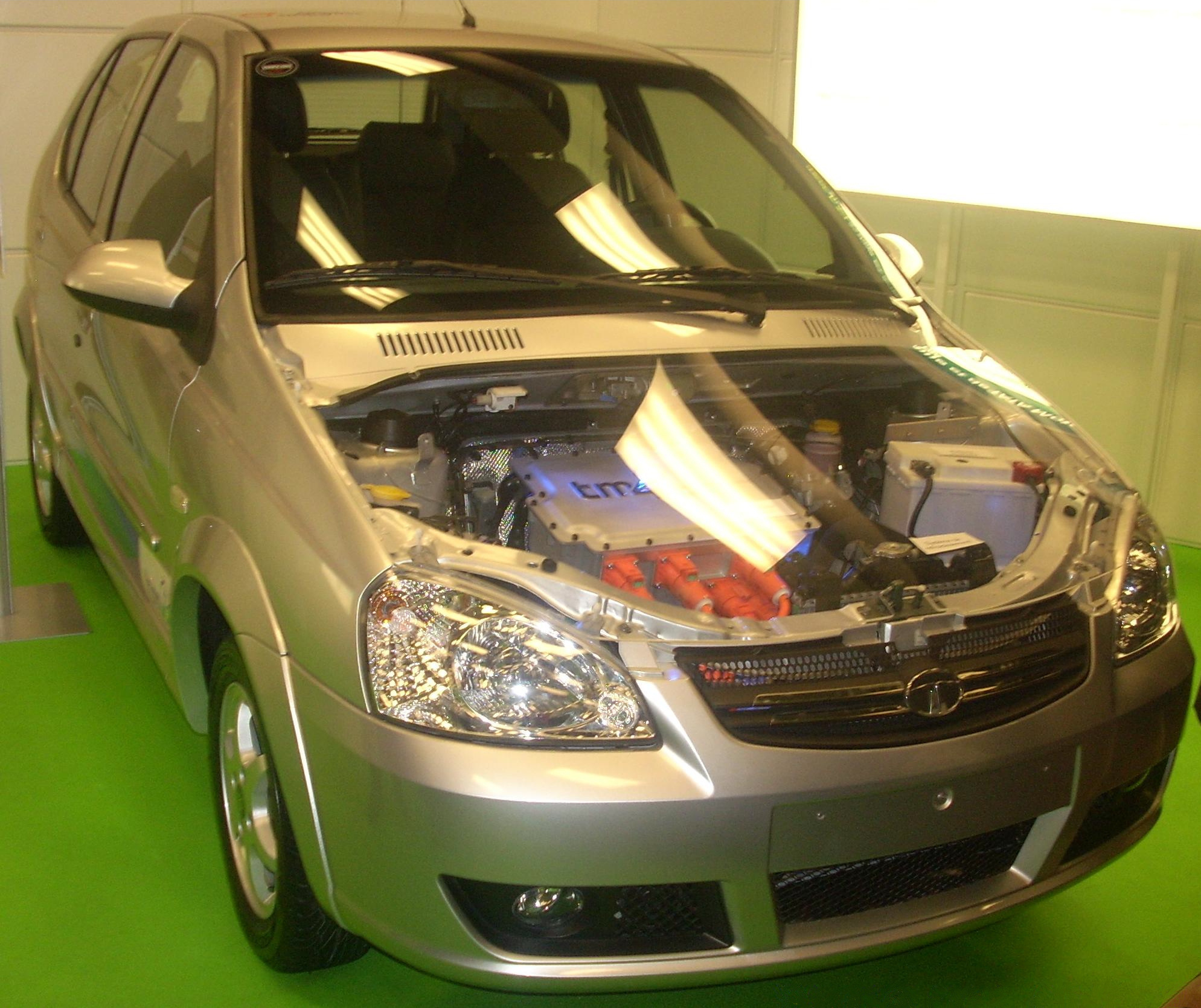
Tata Indica EV Concept

Presentata al Salone di Parigi 2008 la Indica EV (Electric Vehicle) è la versione elettrica dell'utilitaria indiana sviluppata sulla piattaforma della V2. Progettata dal centro ricerche e sviluppo inglese della Tata Motors grazie a un motore elettrico e batterie agli ioni di litio è in grado di percorrere 200 km e di toccare i 120 km/h di velocità massima. Il modello è entraro in produzione nel 2010 e si affermò sul mercato come vetture elettrica low-cost. Una nuova concept car derivata dalla EV è stata presentata nel 2009.

### Indica Silhouette Concept
Una concept non destinata alla produzione è la Indica Silhouette presentata all'Auto Expo di Nuova Delhi nel 2006 ed elaborata dalla Jayem Automotives. Si tratta di una vettura sportiva a trazione posteriore che condivide ben poco con le normali Indica. Dotata di motore 3.5 V6 benzina di origine Nissan capace di 330 cavalli e in grado di raggiungere la velocità massima di 270 km/h con un'accelerazione da 0 a 100 km/h in 4,5 secondi. Il peso è contenuto in soli 850 kg. La Tata Indica Silhouette Concept dispone di due posti e di un telaio tubolare d'acciaio.

### Indica Rally
Sviluppata dalla Jayem Automotives la Indica Rally dispone di un motore 1.5, 4 cilindri e 16 valvole da 117 cavalli. La trazione è anteriore mentre la velocità massima è di 180 km/h. La vettura è stata utilizzata solo in competizioni minori.

## Seconda serie (2008-2014)
La seconda serie debutta all'Auto Expo di Nuova Delhi 2008 sotto la denominazione Indica V3. Sviluppata su di una piattaforma totalmente nuova non sostituisce la V2 ma la va ad affiancare. Il prezzo di circa 5.500 Euro in India la differenzia dalla V2 in modo da evitare sovrapposizioni all'interno della gamma Tata. In alcuni mercati è conosciuta come Indica Vista. Leggermente più lunga e più larga la linea è ispirata alle precedenti generazioni benché il progetto risulti inedito.
Le motorizzazioni sviluppate in joint-venture col gruppo Fiat sono un 1.2 benzina Safire da 65 cavalli e un turbodiesel 1.3 Multijet common-rail da 75 cavalli. Rimane in produzione anche il vecchio 1.4 TDi da 71 cavalli a iniezione indiretta di gasolio. La gamma si articolerà nel corso del 2009 di due nuovi propulsori Safire 1.4 a fasatura variabile da 76 e 97 cavalli e di un 1.3 Multijet da 90 cavalli. Il cambio è un manuale a 5 rapporti mentre in opzione un automatico CVT.
La produzione è partita il 23 agosto del 2008 presso gli stabilimenti di Pune mentre le motorizzazioni sono prodotte a Ranjangaon. Nel 2009 è stata presentata la Indica Vista EV Concept, evoluzione della Indica EV del 2008.

## Motorizzazioni

### Indica
| Modello   | Disponibilità | Motore  | Cilindrata (cm³) | Potenza       | Coppia massima (Nm) | Emissioni CO2 (g/km) | 0–100 km/h (secondi) | Velocità max (km/h) | Consumo medio (km/l) |
| --------- | ------------- | ------- | ---------------- | ------------- | ------------------- | -------------------- | -------------------- | ------------------- | -------------------- |
| 1.4 MPFI  | dal 2008      | Benzina | 1405             | 62 kW (85 CV) | 120                 | 153                  | 12,0                 | 160                 | 15,6                 |
| 1.4 Dicor | dal 2008      | Diesel  | 1396             | 52 kW (71 CV) | 140                 | 138                  | 18,0                 | 155                 | 19,2                 |

### Indica Vista
| Modello       | Disponibilità | Motore  | Cilindrata (cm³) | Potenza       | Coppia massima (Nm) | Emissioni CO2 (g/km) | 0–100 km/h (secondi) | Velocità max (km/h) | Consumo medio (km/l) |
| ------------- | ------------- | ------- | ---------------- | ------------- | ------------------- | -------------------- | -------------------- | ------------------- | -------------------- |
| 1.4 Safire    | dal 2010      | Benzina | 1368             | 55 kW (75 CV) | 114                 | 139                  | 12,0                 | 170                 | 16,9                 |
| 1.3 Quadrajet | dal 2010      | Diesel  | 1248             | 55 kW (75 CV) | 190                 | 129                  | 12,0                 | 170                 | 20,4                 |